# 市川瑛子
市川 瑛子（いちかわ えいこ、1946年8月15日 - ）は、日本の女優、歌手。神奈川県鎌倉市村木座出身。聖和学院高等学校（現：聖和学院中学校・高等学校）卒。松竹、EMIミュージック・ジャパンに所属していた。趣味・特技は琴、茶道、華道。
1961年、「ミス平凡」を受賞。

## 出演作品

### 映画
- 裸の青春（1965年） - 中沢由利子
- 逃亡と掟（1965年） - 南明美
- さよならはダンスの後に（1965年） - 小金井直子
- 赤い鷹（1965年） - 旗君江
- 火の太鼓（1966年） - おしず
- 顔を貸せ（1966年） - 冴子
- 坊ちゃん（1966年） - 芸者小夏
- 恋する年ごろ（1966年） - 田代由紀

### テレビドラマ
- 風と樹と空と（1965年 - 1966年）
- 新吾十番勝負 第20話「二十七人の刺客」（1967年、TBS / 松竹テレビ室）- おみつ
- 鞍馬天狗
- おかあさん 第2シリーズ 第396話「いもうと」（1967年）
- あゝ同期の桜 第18話「遥かなる黒潮の彼方」（1967年）
- お嫁さん 第4シリーズ 第24話（1968年）
- 怪奇大作戦 第3話「白い顔」（1968年） - 水上順子

### バラエティ
- 夜のヒットスタジオ 第80回（1970年）

## ディスコグラフィ
- 海辺の子守歌
- カナダの夜明け
- 銀座の恋の物語（浜田光夫とデュエット）
- 夜明けの横浜
- ベスト・ヒットを歌う(Caravan8 CA-3015 = 8トラックカートリッジ)